# Библотека манастира Озрен
Библиотека манастира Озрен се налази у склопу манастира Озрен (из 14. века) који се налази у Калуђерици, месту на планини Озрен, Република Српска, БиХ. До Петрова је удаљен 7 километара.

## О манастиру и библиотеци
Током 16. века појављује се неколико рукописних књига написаних у манастиру или за манастир у склопу преписибвачке школе: Панегирик из 1589. године, рад калиграфа Тимотеја, писан у манастиру; Минеј за новембар из 1590. године, рад истога аутора; Метафраст из 1592. године у којем се Тимотеј потписује као ђакон. Две књиге из 1677. и 1679. године потврђују да је преписивачка школа радила и у 17. веку.
Манастир је рушен, пустошен, обнављан, током 18. века потпуно напуштен. Године 1941. црква је бомбардована неколико пута, манастирска ризница похарана, библиотека и архива манастира уништени. Након другог светског рата манастир бива обнављен и у њега се враћа монашки живот. Током генералне обнове манастира од 2003. до 2007. године подигнут је објекат са канцеларијом, библиотеком, сувенирницом и простором за паљење свијећа.